# Bandera d'Irlanda
La bandera d'Irlanda (en irlandès: An Bhratach Náisiúnta), igualment coneguda com la tricolor irlandesa, és la bandera nacional de la República d'Irlanda. Fou adoptada com la bandera de l'Estat Lliure Irlandès a partir de la seva creació el 1922. Fou confirmada com a bandera oficial en la constitució de desembre de 1937.

## Història
L'ús dels tres colors és atestat des de 1830, quan els patriotes irlandesos festejaven el retorn de la tricolor a França després de la revolució de 1830. La bandera en la seva disposició actual fou desenvolupada el 1848 pel moviment Jove Irlanda. Fou hissada a diversos llocs de Dublín durant la insurrecció de Pasqua de 1916. Quan Irlanda esdevingué república va restar com a bandera oficial el 1949.
Fou una bandera prohibida durant molt de temps en els sis comtats del nord, sota sobirania britànica. La tricolor era vista com una bandera nacional de tota Irlanda, d'aquí que els nacionalistes nord-irlandesos la utilitzessin.

## Disseny
La bandera irlandesa tricolor presenta tres bandes verticals de la mateixa mida, de color verd, blanc i taronja (des del pal). El disseny es va inspirar en les banderes de França i Terranova.

### Els tres colors
| Codi                | Verd       | Blanc       | Taronja    |
| ------------------- | ---------- | ----------- | ---------- |
| Pantone             | 347        | White       | 151        |
| Triplet hexadecimal | #169B62    | #FFFFFF     | #FF883E    |
| RGB                 | 22/155/98  | 255/255/255 | 255/136/62 |
| CMYK                | 86/0/37/39 | 0/0/0/0     | 0/47/76/0  |

### Simbologia
Cada color representa una idea diferent:
- Verd, el color emblemàtic del moviment catòlic d'alliberament nacional.
- Blanc, símbol de pau entre les dues comunitats.
- Taronja, Commemora la decisiva victòria del rei anglès Guillem III (que era protestant i de la casa d'Orange-Nassau) sobre els catòlics de Jaume II d'Anglaterra, a la batalla del Boyne.